# Shūichi Seki
Shūichi Seki  (関修一?, Seki Shūichi), anche noto come Jun'ichi Seki (1946) è un animatore giapponese.
Inizia la carriera alla Toei Animation alla fine degli anni sessanta con qualche esperienza, dopo una lunga gavetta, approda al ruolo di sakkan (direttore delle animazioni) alla Nippon Animation.

## Lista lavori
- Andersen Monogatari - Le fiabe di Andersen (TV) [1971]: character design

- Chiisana Viking Vikke - Vicky il vichingo (TV) [1974]: character design
- Flanders no Inu - Il fedele Patrasche (TV) [1975]: character design
- Perīnu Monogatari - Peline Story (TV) [1978]: character design
- Tom Sawyer no Bouken - Tom Story (TV) [1980]: character design
- Ritoru Eru Shido no bōken - Ruy, il piccolo Cid (TV) [1980]: animation director
- Meiken Jolie - Belle e Sebastien (TV) [1981]: character design
- Kazoku Robinson Hyōryūki Fushigi na Shima no Furoune - Flo, la piccola Robinson (TV) [1981]: character design
- Minami no Niji no Rūshī - Lucy may (TV) [1982]: character design
- Kojika monogatari - Il cucciolo (TV) [1983]: animation director
- Bosco Adventure - Principessa dai capelli blu (TV) [1986]: character design
- Ozu no mahōtsukai - Il Mago di Oz (TV) [1986]: character design
- Grimm Meisaku Gekijou - Le fiabe son fantasia (TV) [1987]: character design
- Watashi no Ashinaga Ojisan - Papà Gambalunga (TV) [1990]: character design
- Trapp Ikka Monogatari - Cantiamo insieme (TV) [1991]: character design
- Futari no Lotte - Inedito (TV) [1991]: character design
- Ochame na futoga Kurea Gakuen monotogari - Una scuola per cambiare (TV) [1991]: character design
- Yosei dikku - Inedito (TV) [1992]: animation director
- Daisougen no Chiisana Tenshi Bush Baby - Le voci della savana (TV) [1992]: character design
- Elmer no bōken - Inedito (movie) [1997]: character design
- Hourou Musuko - Inedito (TV) [2011] : key animation (ep. 3)
- Hal - inedito (movie) [2013]: key animation
- Futatsu no Kurumi - Inedito (special) [2007]: character design